# Ofelia Guilmáin
Ofelia Puerta Guilmáin (Madrid, 17 de noviembre de 1921-Ciudad de México, 14 de enero de 2005), más conocida artísticamente como Ofelia Guilmáin, fue una actriz mexicana nacida en España.

## Biografía y carrera
Nació el 17 de noviembre de 1921 en Madrid, España. Formó parte del gran grupo de artistas e intelectuales españoles que se exiliaron en México después de la Guerra civil española donde perdió a un hermano y una hermana. 
Se casó con Lucilo Gutiérrez en 1941 y tuvo cuatro niños. Posterior a su divorcio se casó con Eduardo Flores de Meza, pero esta relación terminó en divorcio. Fue amiga del actor José Gálvez y del pintor muralista David Alfaro Siqueiros. 
Desde 1941, trabajó muchos años en el cine mexicano, bajo la dirección de Luis Buñuel, entre otros directores. Como asociada del Ateneo Español de México participó en diversas actividades y lecturas de atril de la mano de autores como Max Aub.
En 1952, obtuvo la ciudadanía mexicana.[cita requerida]
Durante las últimas décadas de su vida se dedicó al teatro. En la televisión participó en una variedad de telenovelas épicas como La antorcha encendida. 
Tuvo cuatro hijos, de los cuales tres son actores Juan Ferrara, Lucía y Esther Guilmáin. Sus nietos, Juan Carlos Bonet y Mauricio Bonet, hijos de Juan Ferrara, así como Óscar Ortiz de Pinedo y Pedro Ortiz de Pinedo, hijos de Esther Guilmáin y del productor y actor Jorge Ortiz de Pinedo y Raúl Orvañanos Jr., hijo de Lucía Guilmáin y el comentarista deportivo Raúl Orvañanos.

## Muerte
La actriz perdió la vida el 14 de enero de 2005 en la Ciudad de México a los 83 años de edad, víctima de neumonía e insuficiencia respiratoria.

## Obras de teatro
- Mientras me muero... pero de risa (2004)
- Los monólogos de la vagina (2002)
- La casa de Bernarda Alba (2002), de Federico García Lorca.
- Los árboles mueren de pie (2000), de Alejandro Casona.
- Las muchachas del club (1999), de Iván Menchell.
- La maestra bebe un poco (1989-1990), de Paul Zindel.
- La Celestina (1989), de Fernando de Rojas.
- Querido León Felipe (1985), de León Felipe. Recital poético.
- Electra (1984), de Euripides.
- La Celestina (1982), de Fernando de Rojas.
- Isabel de Inglaterra (1979), de Ferdinand Bruckner.
- Lisístrata (1978), de Aristófanes.
- Electra (1976), de Sófocles.
- Heroica (1976), de Osvaldo Dragún.
- Hipólito (1974), de Eurípides.
- Hogar (1971), de David Storey.
- Compañero (1969), de Vicente Leñero.
- La ronda de la hechizada (1967), de Hugo Argüelles.
- Macbeth (1967), de William Shakespeare.
- Doña Diabla (1965), de Luis Fernandez Ardavín.
- Yerma (1965), de Federico García Lorca.
- Medea (1964), de Eurípides
- Las troyanas (1963), de Eurípides.
- Electra (1963), de Sófocles.
- Fuenteovejuna (1963), de Lope de Vega.
- Los Caballeros de la Mesa Redonda (1962), de Jean Cocteau.
- Juego de reinas (1962), de Hermann Gressieker.
- Yocasta, o casi (1961), de Salvador Novo.
- A ocho columnas (1960), de Salvador Novo.
- Electra (1960), de Sófocles.
- Madrugada (1960), de Antonio Buero Vallejo.
- La Hija de Dios (1959), de Jose Bergamín
- Los reyes del mundo (1959), de Luis G. Basurto.
- Las criadas (1959), de Jean Genet.
- María Tudor (1958), de Victor Hugo.
- El malentendido (1958), de Albert Camus.
- Bodas de sangre (1957), de Federico Garcia Lorca.
- Miércoles de ceniza (1956), de Luis G. Basurto.
- La herida luminosa (1956), de Josep María de Sagarra.
- Un tal Judas (1955), de Claude-André Puget y Pierre Bost.
- Tovarich (1955), de Jaques Deval.
- Los justos (1955), de Albert Camus.
- La hidalga del valle (1954), de Pedro Calderón de la Barca.
- La discreta enamorada (1954), de Lope de Vega.
- Trece a la mesa (1954), de Marc Gilbert Sauvajon.
- Don Juan Tenorio (1953), de Jose Zorrilla.
- Las mocedades del Cid (1953), de Guillén de Castro.
- La Celestina (1953), de Fernando de Rojas.
- Debiera haber obispas
- Mujeres (1940)

## Filmografía
- Mi verdad (2004) (Especial de televisión)
- Violencia a sangre fría (1989)
- El patrullero 777 (1978)
- El esperado amor desesperado (1976)
- Celestina (1976)
- Aquellos años (1973)
- El Profeta Mimí (1973)
- Las vírgenes locas (1972)
- El negocio del odio (1972)
- El primer amor (1972)
- El jardín de la Tía Isabel (1972)
- Una vez, un hombre (1971)
- El juicio de los hijos (1971)
- Siempre hay una primera vez (1971)
- Confesiones de una adolescente (1970)
- Misión cumplida (1970)
- Para servir a usted (1970)
- Las vírgenes locas (1970)
- ¿Por qué nací mujer? (1970)
- La muñeca perversa (1969)
- Flor marchita (1969)
- Sor ye-yé (1968)
- Sangre en Río Bravo (1966)
- El Jinete Justiciero en retando a la muerte (1966)
- Pánico (1966)
- El escapulario (1966)
- Aquella Rosita Alvírez (1965)
- Las Troyanas (1963)
- Caperucita y Pulgarcito contra los monstruos (1962)
- El ángel exterminador (1962)
- El barón del terror (1962)
- Los espadachines de la reina (1961)
- Quinceañera (1960)
- Nazarín (1959)
- El hombre y el monstruo (1959)
- El caso de una adolescente (1958)
- Mi desconocida esposa (1958)
- Flor de fango (1942)
- El capitán Centellas (1941)

## Telenovelas
- Amarte es mi pecado (2004)... Doña Covadonga Linares de Almazán
- La otra (2002)... Sabina Herrera vda. de Ocampo
- Siempre te amaré (2000)... Doña Úrsula Grajales Vda. de Castellanos
- Vivo por Elena (1998)... Luz
- Desencuentro (1997-1998)... Jovita
- El alma no tiene color (1997)... Alina vda. de Del Álamo
- La antorcha encendida (1996)... Doña Macaria de Soto
- Marisol (1996)... Zamira
- Agujetas de color de rosa (1994-1995)... Bárbara
- Valentina (1993-1994)... Doña Federica Alcántara
- Milagro y magia (1991)... Rufina
- Días sin luna (1990)... Carlota Parlange
- Yesenia (1987)... Magenta
- Eclipse (1984)... Virginia
- Mañana es primavera (1982-1983)... Doctora
- La divina Sarah (1980)... Sarah
- Marcha nupcial (1977-1978)... Luisa
- Los bandidos del río frío (1976)... Calavera Catrina
- El manantial del milagro (1974)... Luz
- Mi primer amor (1973)... Doña Julia
- Sublime redención (1971)... Lorena
- La gata (1970-1971)... Lorenza de Martínez Negrete
- Yesenia (1970-1971)... Trifenia
- Los Caudillos (1968-1969)... Felipa
- Obsesión (1967)
- Lágrimas amargas (1967)... Carola Baida
- El espejismo brillaba (1966)
- Las abuelas (1965)
- Casa de huéspedes (1965)
- Llamado urgente (1965) .... Mercedes
- El refugio (1965)
- La vecindad (1964).... Amalia
- Juicio de almas (1964)... Andrea
- Doña Macabra (1963)... Demetria
- Encadenada (1962)
- Las momias de Guanajuato (1962-1963)
- Divorciadas (1961)
- Espejo de sombras (1960)
- Cuidado con el ángel (1959)
- Cadenas de amor (1959)

## Series de Televisión
- XHDRBZ (2002)
- Diseñador ambos sexos Capítulo 47: Amor apache (2001) .... Sra. Josefina
- Chespirito (1989) .... Doña Trapos
- La hora marcada Capítulo: Por tu bien (1989) .... Doña Emma
- Palabra en libertad (1986)
- Bartolo (1968-1974) .... Mamá de Bartolo

## Premios

### Premios TVyNovelas
| Año  | Categoría            | Telenovela    | Resultado |
| ---- | -------------------- | ------------- | --------- |
| 1991 | Mejor primera actriz | Días sin luna | Ganadora  |